# MÁV 41 sorozat
A MÁV 41 sorozat (korábban MÁV TIVb osztály, később ČSD 403.5 sorozat is) D2' tengelyelrendezésű  fogaskerekű szertartályos gőzmozdony-sorozat volt. A mozdonyból a Floridsdorfi Mozdonygyár összesen négy darabot gyártott 1896 és 1900 között.

## Története
A Zólyombrézó–Breznóbánya–Tiszolci HÉV társaság 1896-ban három fogaskerekű szertartályos gőzmozdonyt rendelt a floridsdorfi mozdonygyártól. A társaság Zólyombrezó-Erdőköz-Tiszolci vasútvonalán, az Abt-rendszerben kialakított fogaskerekű pályaszakaszokon, a legnagyobb emelkedő 50 ‰ volt. A szintén Abt-rendszerű fogaskerekű gőzmozdonyokat négy csatolt kerékpárral alakították ki, hátul, a szertartály alátámasztására két futótengelyes Kamper-rendszerű forgóváz szolgált. A Heusinger-féle vezérművű gőzgép adhéziós vontatásra szolgáló hengerei a mozdonykereten kívül, a fogaskerekes üzem gőzhengerei a kereten belül voltak elhelyezve. A gőzmozdony szerelvényével adhéziós üzemben 25 km/h, fogaskerekű üzemben 12 km/h sebességre volt képes, a fogasléces pályán legfeljebb 129 tonnát tudott továbbítani. A mozdony a szerelvény fékezéséhez a légnyomásos és kéziféken kívül a fogaskerekes gépezeten  szalagfékkel is rendelkezett.
A vasúttársaság 1901-ben egy újabb példányt állított üzembe. A társaság államosítása során a gőzmozdonyok a MÁV-nál a TIVb osztály 4281-4284 pályaszámait, majd 1911-től a 41-es sorozatban, a 001–004 pályaszámokat kapták. 1918 után a vasúthálózat és a mozdonyok is Csehszlovákiához kerültek, a ČSD a gőzmozdonyokat a 403.5 sorozatba sorozta. A gépeket 1962-ben selejtezték le.

## Fordítás
- Ez a szócikk részben vagy egészben  a   MÁV TIVb című német Wikipédia-szócikk fordításán alapul.  Az eredeti cikk szerkesztőit annak laptörténete sorolja fel. Ez a jelzés csupán a megfogalmazás eredetét és a szerzői jogokat jelzi, nem szolgál a cikkben szereplő információk forrásmegjelöléseként.